# Косівщинське водосховище

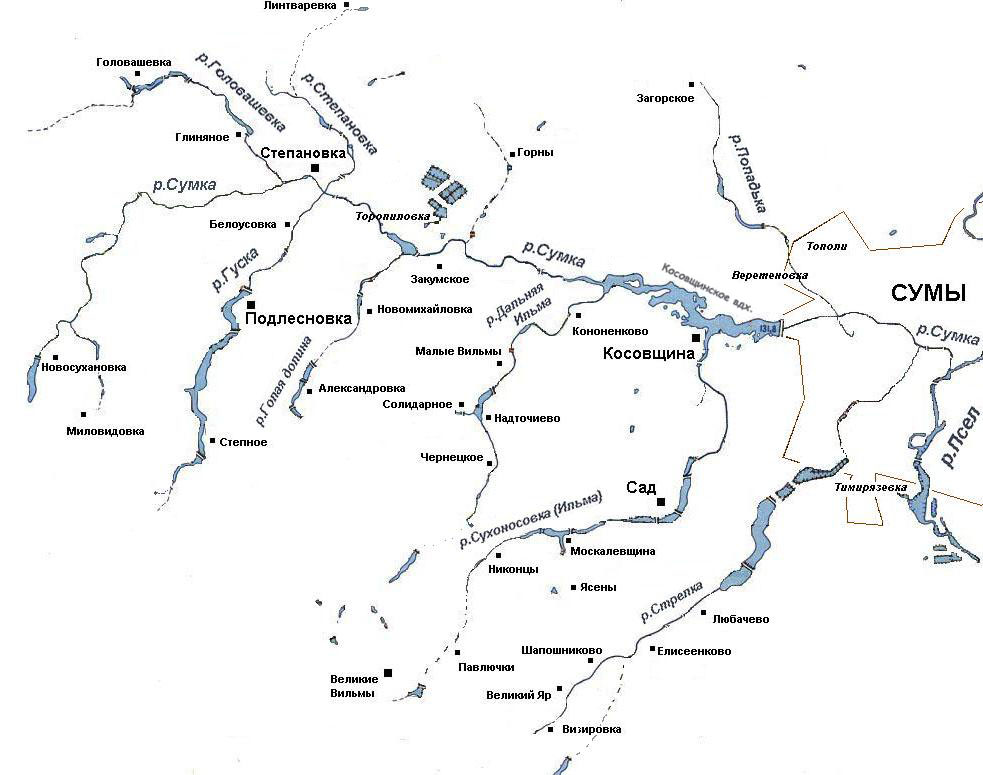
Косівщинське водосховище на карті-схемі р. Сумки

Косівщинське водосховище — водосховище на р. Сумка в Сумському районі Сумської області. Відомо також як «Сумське море». Розташовується між смт. Степанівка (з боку лівого берега) і селом Косівщина, за яким примикає безпосередньо до межі м. Суми.
Площа поверхні водосховища становить 132 гектари. Глибина — 1—4 метри. Є три невеликі острівці площею від 100 до 500 кв. м.
У водосховищі мешкають різні види риб: короп, білий амур, карась, плітка, плоскирка, лящ, щука, окунь, лазун та інші, а також річкові раки.
Косівщинське водосховище входить в четвірку найбільших водоймищ Сумської області. Воно було створене в 1960-ті роки Сумським хімкомбінатом (тепер — ВАТ «Сумихімпром») для забезпечення технічних потреб підприємства. Згідно з планами об'єм води в озері планувалося довести до 11 млн кубометрів, з яких 4—5 млн можна було використовувати для підтримки рівня води в р. Псел. Але у зв'язку з підняттям рівня ґрунтових вод і підтопленням прилеглих житлових будинків від планованого об'єму води відмовилися.
При створенні водосховища були виселені мешканці і затоплений хутір Велика Косівщина.